# Kickapoo Site 2
Kickapoo Site 2 es un lugar designado por el censo ubicado en el condado de Brown en el estado estadounidense de Kansas. En el año 2010 tenía una población de 34 habitantes.

## Geografía
Kickapoo Site 2 se encuentra ubicado en las coordenadas 39°42′8.76″N 95°39′7.95″O / 39.7024333, -95.6522083 (39.702432° 	-95.652208°).